# Маратон
Маратон је трка на 42.195 м (26 миља и 385 јарди).
Име „маратон“ долази од легенде о Филипидесу, грчком војнику, који је, према легенди, трчао од града Маратона до Атине да јави да су Персијанци поражени у Маратонској бици, а одмах потом издахнуо. Не постоје докази да се такав догађај стварно одиграо: према грчком историчару из 5. века пре наше ере, Херодоту, Филипидес је у ствари трчао од Атине до Спарте. Легенду да је трчао од Маратона до Атине записали каснији аутори, и она се појављује у Плутарховој књизи О Слави Атине у првом веку нове ере. Међународни олимпијски комитет процењује раздаљину од Маратонског бојишта до Атине на 34,5 km.

## Дужина
| Година   | Дужина км |
| -------- | --------- |
| 1896.    | 40        |
| 1900.    | 40,26     |
| 1904.    | 40        |
| 1906.    | 41,86     |
| 1908.    | 42,195    |
| 1912.    | 40,2      |
| 1920.    | 42,75     |
| Од 1924. | 42,195    |

Дужина маратона у почетку није била стандардизована, важно је било само да се сви атлетичари такмиче на истој стази. Тачна дужина олимпијског маратона је варирала у зависности од руте која је одређивана за свако такмичење. Прва и трећа маратонска трка су биле у дужини од 40 km (25 mi).
Године 1908, олимпијски маратон у Лондону је требало да стартује код Виндзорског дворца, а да се заврши на олимпијском стадиону, али су организатори трке одлучили да се трка заврши испред краљевске ложе (Royal Box). Ово је стазу учинило дугом 42,195 km. На 6 олимпијских игара између 1900. и 1920, било је 6 различитих дужина, укључујући и 2 нове дужине после Британских игара 1908.
Фиксну дужину од 42,195 km је 1921. године усвојила Међународна аматерска атлетска федерација (ИААФ) као званичну дужину маратона.

## Историја
Идеја организовања трке је потекла од Мишела Бреала (Michel Bréal), чија је жеља била да се маратон уврсти у програм првих модерних Олимпијских игара, одржаних 1896. у Атини. Ову идеју су снажно подржали Пјер де Кубертен, оснивач модерних Олимпијских игара, као и Грци. Грци су организовали квалификациону трку за олимпијски маратон, и на овом првом маратону је победио Харилаос Василакос (Charilaos Vasilakos) са временом од 3 сата и 18 минута. Спиридон „Спирос“ Луис је стигао пети на квалификацијама, али је на олимпијади победио са временом од 2 сата, 58 минута и 50 секунди, иако је успут застао да попије чашу вина у локалној крчми.

## Олимпијске традиције
Од оснивања модерних Олимпијских игара, традиција је да је мушки олимпијски маратон последње такмичење у атлетском календару, са финишем на олимпијском стадиону, често само пар сати пре церемоније затварања игара.
Ова традиција је оснажена много старијом традицијом на Летњим олимпијским играма 2004, када се давно успостављена рута од Маратона до Атине завршила на Олимпијском стадиону Спиридон Луис где су се одржавале Летње олимпијске игре 1896.

## Трчање маратона
Такмичење у маратону се често сматра надљудским напором, али многи тренери верују да је могуће за свакога ко је вољан да уложи време и труд. Многи људи који заврше маратон део или целу стазу преходају.

### Гликоген и „зид“
Угљени хидрати које човек поједе се у јетри и мишићима претварају у гликоген, који се складишти. Гликоген брзо сагорева и снабдева брзом енергијом. Тркачи могу да ускладиште око 2.000 kcal у гликогену у телу, што је довољно за око 32 km трчања. Многи тркачи кажу да после ове тачке трчање постаје знатно напорније. Како се резерве гликогена троше, тело мора да сагорева ускладиштене масти да би обезбедило енергију, а масти не сагоревају толико ефикасно. Када се ово догоди, тркач осећа драматичан замор. Овај феномен се назива „ударањем у зид“. По многим тренерима, циљ тренирања за маратон је да се максимизује ограничена количина расположивог гликогена, да замор кад се „удари у зид“ не би био толико драматичан.

### Тренинг
За већину тркача, маратон је најдужа трка коју су икада предузели. Многи тренери верују да је најважнији елемент у тренирању за маратон трчање на дуже стазе. Обично рекреациони тркачи покушавају да достигну максимум за маратон. Искуснији маратонци некад трче на дуже стазе, и претрчавају више километара недељно.
Добар програм тренирања траје пет или шест месеци, са постепеним повећавањем дужине сваке две недеље.
Током тренинга за маратон, важно је дати телу довољно времена за опоравак. Ако осети замор или бол, тркач би требало да се одмори неколико дана да дозволи телу да се опорави.

### Пре трке
Током последњих две или три недеље пре маратона, тркачи обично редукују свој недељни тренинг (обично за око 50—75% од највеће километраже) а последњих неколико дана се потпуно одмарају да би омогућили телу да се опорави за већи напор. Многи маратонци повећавају унос угљених хидрата у недељи која претходи маратону, да би омогућили телу да направи веће залихе гликогена. Ова фаза тренинга се такође назива наоштравањем.
Непосредно пре трке, многи тркачи се уздржавају од конзумирања чврсте хране, да би избегли проблеме са варењем. Такође воде рачуна да буду добро хидратисани и да уринирају и обаве велику нужду пре трке. Многе стазе имају портабл тоалете, али редови могу бити дугачки, посебно на већим маратонима. Лагано истезање пре трке чини да мишићи буду савитљивији.

### За време трке
Тренери саветују да се за време маратона одржава једнак темпо ако је могуће. Вода и лагани спортски напици као што је Гаторејд који су доступни током трке би требало да се редовно конзумирају. Гелови на бази угљених хидрата попут ПауерГела су такође добар начин да се стекне више енергије, али они би требало да се разреде у води кад се конзумирају; у супротном могу да доведу до мучнине и повраћања.
Обично постоји максимум дозвољеног времена од око шест сати, после чега се стаза затвара, мада неки већи маратони држе стазу отвореном значајно дуже. За оне којима је трчање само хоби, времена испод четири сата се могу сматрати добрим. Зацртавање циљног времена олакшава одржавање равномерног темпа.

### После маратона
Нормално је да се после маратона осећају болови у мишићима. Већини тркача треба око недељу дана да се опораве од маратона.

## Светски рекорди и „најбољи на свету“
Светски рекорди нису званично признати од стране ИААФ-а до 1. јануара 2004. Пре тога рекордна времена на маратонима су називана 'најбољим на свету'. Стазе морају одговарати стандардима ИААФ-а да би рекорди били признати. Ипак маратонске трке се умногоме разликују у узбрдицама и низбрдицама, стазама и подлози, што егзактна упоређивања чини немогућим. Најбржа времена се углавном постижу на равним стазама близу нивоа мора, за време добрих временских услова и уз помоћ тркача који диктирају темпо током већег дела трке (пејсмејкера).
Први признати светски рекорд за мушкарце је 2 сата 4 минута и 55 секунди, а поставио га је Пол Тергат на Берлинском маратону, 28. септембра, 2003. (ратификован као светски рекорд од стране ИААФ 1. јануара 2004.), што је напредак од 20 минута и 44 секунде од 1947. године.
Тренутни рекорд код мушкараца је 2:00:35 а поставио га је Келвин Киптум из Кеније 8. октобра 2023. у Чикагу. Код жена рекорд држи Рут Чепнгетич из Кеније са резултатом 2:09:56, којег је истрачала у Чикагу 13. октобра 2024.

## Листа најбољих резултата у маратону за мушкарце
Ово је листа 10 најбржих маратонаца свих времена, са стањем на дан 14. новембар 2024. године.
(Напомена: неки атлетичари су више пута трчали време из 10 најбољих свих времена. Приказан је само најбољи резултат сваког маратонца).
| Пласман | Резултат | Име                  | Датум рођења        | Држава   | Место                        | Датум               |
| ------- | -------- | -------------------- | ------------------- | -------- | ---------------------------- | ------------------- |
| 1.      | 2:00:35  | Келвин Киптум        | 2. децембар 1999.   | Кенија   | Чикаго, САД                  | 8. октобар 2023.    |
| 2.      | 2:01:39  | Елиуд Кипчоге        | 5. новембар 1984.   | Кенија   | Берлин, Немачка              | 16. септембар 2018. |
| 3.      | 2:01:41  | Кенениса Бекеле      | 12. јун 1982.       | Етиопија | Берлин, Немачка              | 29. септембар 2019. |
| 4.      | 2:01:48  | Сисај Лема           | 12. децембар 1990.  | Етиопија | Валенсија, Шпанија           | 3. децембар 2023.   |
| 5.      | 2:02:16  | Бенсон Кипруто       | 17. март 1991.      | Кенија   | Токио, Јапан                 | 3. март 2024.       |
| 6.      | 2:02:44  | Џон Корир            | 2. децембар 1996.   | Кенија   | Чикаго, САД                  | 13. октобар 2024.   |
| 7.      | 2:02:48  | Бирхану Легезе       | 11. септембар 1994. | Етиопија | Берлин, Немачка              | 29. септембар 2019. |
| 8.      | 2:02:55  | Мосинет Геремев      | 12. фебруар 1992.   | Етиопија | Лондон, Уједињено Краљевство | 28. април 2019.     |
| 8.      | 2:02:55  | Тимоти Киплагат      | 18. септембар 1993. | Кенија   | Токио, Јапан                 | 3. март 2024.       |
| 10.     | 2:02:57  | Денис Кипруто Кимето | 22. јануар 1984.    | Кенија   | Берлин, Немачка              | 13. октобар 2014.   |

## Листа најбољих резултата у маратону за жене
Ово је листа 10 најбржих маратонки свих времена, са стањем на дан 14. новембар 2024. године.
| Пласман | Резултат | Име                 | Датум рођења        | Држава               | Место                        | Датум               |
| ------- | -------- | ------------------- | ------------------- | -------------------- | ---------------------------- | ------------------- |
| 1.      | 2:09:56  | Рут Чепнгетич       | 8. август 1994.     | Кенија               | Чикаго, САД                  | 13. октобар 2024.   |
| 2.      | 2:11:53  | Тигист Асефа        | 3. децембар 1996.   | Етиопија             | Берлин, Немачка              | 24. септембар 2023. |
| 3.      | 2:13:44  | Сифан Хасан         | 1. јануар 1993.     | Холандија            | Чикаго, САД                  | 8. октобар 2023.    |
| 4.      | 2:14:04  | Бригит Косгеи       | 20. фебруар 1994.   | Кенија               | Чикаго, САД                  | 13. октобар 2019.   |
| 5.      | 2:14:58  | Амане Берисо        | 13. октобар 1991.   | Етиопија             | Валенсија, Шпанија           | 4. децембар 2022.   |
| 6.      | 2:15:25  | Пола Редклиф        | 17. децембар 1973.  | Уједињено Краљевство | Лондон, Уједињено Краљевство | 13. април 2003.     |
| 7.      | 2:15:51  | Воркнеш Дегефа      | 28. октобар 1990.   | Етиопија             | Валенсија, Шпанија           | 3. децембар 2023.   |
| 8.      | 2:15:55  | Сутуме Асефа Кебеде | 11. децембар 1994.  | Етиопија             | Токио, Јапан                 | 3. март 2024.       |
| 9.      | 2:16:07  | Тигист Кетема       | 15. септембар 1998. | Етиопија             | Дубаи, УАЕ                   | 7. јануар 2024.     |
| 10.     | 2:16:28  | Розмари Ванџиру     | 9. децембар 1994.   | Кенија               | Токио, Јапан                 | 5. март 2023.       |

## Рекорди — мушкарци
(стање 14. новембар 2024)
|     | Резултат | Име                 | Датум рођења      | Држава                             | Место               | Датум             |
| --- | -------- | ------------------- | ----------------- | ---------------------------------- | ------------------- | ----------------- |
| СР  | 2:00:35  | Келвин Киптум       | 2. децембар 1999. | Кенија                             | Чикаго, САД         | 8. октобар 2023.  |
| ЕР  | 2:03:36  | Башир Абди          | 10. фебруар 1989. | Белгија                            | Ротердам, Холандија | 16. април 2023.   |
| САР | 2:05:36  | Камерон Левинс      | 28. март 1989.    | Канада                             | Токио, Јапан        | 5. март 2023.     |
| ЈАР | 2:04:51  | Даниел до Насименто | 28. јул 1998.     | Бразил                             | Сеул, Јужна Кореја  | 17. април 2022.   |
| АФР | 2:01:39  | Келвин Киптум       | 2. децембар 1999. | Кенија                             | Чикаго, САД         | 8. октобар 2023.  |
| АЗР | 2:04:43  | Ел Хасан ел Абаси   | 13. април 1984.   | Бахреин                            | Валенсија, Шпанија  | 2. децембар 2018. |
| ОКР | 2:07:31  | Брет Робинсон       | 8. мај 1991.      | Аустралија                         | Фукуока, Јапан      | 4. децембар 2022. |
| РС  | 2:13:57  | Борислав Девић      | 9. јануар 1963.   | Србија · АК Црвена звезда, Београд | Хјустон, САД        | 15. јануар 1995.  |

## Рекорди — жене
(стање 14. новембар 2024)
|     | Резултат | Име               | Датум рођења      | Држава                                            | Место               | Датум             |
| --- | -------- | ----------------- | ----------------- | ------------------------------------------------- | ------------------- | ----------------- |
| СР  | 2:09:56  | Рут Чепнгетич     | 8. август 1994.   | Кенија                                            | Чикаго, САД         | 13. октобар 2024. |
| ЕР  | 2:13:44  | Сифан Хасан       | 1. јануар 1993.   | Холандија                                         | Чикаго, САД         | 8. октобар 2023.  |
| САР | 2:18:29  | Емили Сисон       | 12. октобар 1991. | Сједињене Државе                                  | Чикаго, САД         | 9. октобар 2022.  |
| ЈАР | 2:24:18  | Флоренсија Борели | 30. октобар 1992. | Аргентина                                         | Севиља, Шпанија     | 18. фебруар 2024. |
| АФР | 2:09:56  | Рут Чепнгетич     | 8. август 1994.   | Кенија                                            | Чикаго, САД         | 13. октобар 2024. |
| АЗР | 2:18:59  | Хонами Маеда      | 17. јул 1996.     | Јапан                                             | Осака, Јапан        | 28. јануар 2024.  |
| ОКР | 2:21:34  | Шинејд Дајвер     | 17. фебруар 1977. | Аустралија                                        | Валенсија, Шпанија  | 4. децембар 2022. |
| РС  | 2:25:23  | Оливера Јевтић    | 24. јули 1977.    | Србија и Црна Гора / · Србија · АК Младост, Ужице | Ротердам, Холандија | 13. април 2003.   |

## Чувене маратонске трке
Многи градови широм света организују годишње маратонске трке, укључујући:
- Београдски маратон
- Берлински маратон
- Бостонски маратон
- Гренмас маратон (Дулут (Duluth), Минесота, назван по Гренмас ресторану, највећем спонзору)
- Еурасија маратон
- Келнски маратон
- Лондонски маратон
- Маратон ду Медок (Marathon du Médoc) (Француска)
- Маратон маринаца
- Миднајт Сан маратон
- Њујоршки маратон
- Сан Франциско Кроникл маратон
- Твин Ситис маратон
- Токијски маратон
- Хонолулу маратон
- Чикашки маратон
- Стокхолмски маратон

## Освајачи медаља на највећим такмичењима
- Освајачи олимпијских медаља у атлетици — маратон за мушкарце
- Освајачице олимпијских медаља у атлетици — маратон за жене
- Освајачи медаља на светским првенствима у атлетици на отвореном — маратон за мушкарце
- Освајачице медаља на светским првенствима у атлетици на отвореном — маратон за жене